# Fimbristylis parvilenta
Fimbristylis parvilenta är en halvgräsart som beskrevs av Tetsuo Michael Koyama. Fimbristylis parvilenta ingår i släktet Fimbristylis och familjen halvgräs. Inga underarter finns listade i Catalogue of Life.